# Goranci
Goranci (en cyrillique : Горанци) est un village de Bosnie-Herzégovine. Il est situé sur le territoire de la ville de Mostar, dans le canton d'Herzégovine-Neretva et dans la fédération de Bosnie-et-Herzégovine. Selon les premiers résultats du recensement bosnien de 2013, il compte 181 habitants.

## Démographie

### Évolution historique de la population
| 1948 | 1953 | 1961  | 1971  | 1981 | 1991 | 2013 |
| ---- | ---- | ----- | ----- | ---- | ---- | ---- |
| -    | -    | 1 222 | 1 089 | 785  | 509  | 181  |

|  |

### Communauté locale
En 1991, la communauté locale de Goranci comptait 800 habitants, répartis de la manière suivante :